# Ophisaurus attenuatus
El lagarto delgado de cristal (Ophisaurus attenuatus) es un lagarto ápodo (sin patas) de la familia Anguidae que puede llegar a medir 1 m. Se reconocen dos subespecies.

## Subespecies
- Lagarto delgado de cristal del oeste, O. a attenuatus (Cope, 1880)
- Lagarto delgado de cristal del este, O. a longicaudus (McConkey, 1952)

## Descripción
Los lagartos delgados de cristal tienen un cuerpo de amarillo a pardo con seis rayas y ranuras laterales. Al contrario de las serpientes, tienen párpados y orificio externo del oído.

## Distribución geográfica
Se lo encuentra en la mitad este de Estados Unidos, tan al norte como Wisconsin a través de Virginia, sur de la Florida, oeste de Texas en pastizales y bosques abiertos.

## Comportamiento
Son animales diurnos, que se inmovilizan cuando son vistos, y corren muy de prisa con un movimiento serpenteante. Si son capturados, se retuercen vigorosamente, causándose la rotura de su cola en una o más partes. Mientras un potencial predador se distrae por la cola desprendida, el lagarto rápidamente escapa. Duermen en madrigueras dejadas por otros animales, y en el norte les sirve para hibernar en el invierno.

## Dieta
Comen una variedad de insectos, también come arañas, pequeñas ratas, caracoles, huevos de otros reptiles y de nidos de aves. No tienen mandíbulas desencajables como las serpientes, limitando el tamaño de su presa. Forrajean tanto en superficie como en las cuevas. 

## Reproducción
El apareo ocurre bianualmente, en mayo y a fines de junio a julio. La hembra pone unos 12 huevos. Se incuban por 50 a 60 días hasta eclosionar. Las crías tienen de 10 a 13 cm de longitud. La madurez sexual se alcanza a los dos o tres años de edad.

## Estatus de conservación
Aunque no está en riesgo en Estados Unidos, es susceptible y vulnerable en varios estados. Hay pérdida de hábitat.